# کولخیدا
کولخیدا (به لاتین: Kolkhida) یک منطقهٔ مسکونی در گرجستان است که در ناحیه گاگرا واقع شده‌است. کولخیدا ۳٬۱۰۲ نفر جمعیت دارد و ۲۰ متر بالاتر از سطح دریا واقع شده‌است.